# Kal Penn
Kalpen Suresh Modi (ur. 23 kwietnia 1977 w Montclair, New Jersey, USA) – amerykański aktor filmowy i producent pochodzenia indyjskiego.
Znany był między innymi z roli w filmach Wieczny student i sequelu: Wieczny student 2 oraz serialu Dr House.

## Życiorys
Kal Penn urodził się w Montclair w stanie New Jersey. Jego rodzice pochodzą z dystryktu Gujarat, przemysłowego rejonu Indii. Jego matka, z wykształcenia chemik pracuje w fabryce perfum, ojciec zaś jest inżynierem, ma także młodszego brata.
Penn już w młodości brał udział w zajęciach kółka teatralnego. Uczęszczał do Howell High, a potem Freehold Township High w New Jersey. Niedługo później zaczął studiować na Uniwersytecie Kalifornijskim w Los Angeles aktorstwo.
Jego pierwszą debiutancką rolą było zagranie Ajaya w dramacie pt. Freshmen z 1999 roku. Inną ważną kreacją był udział w komedii Wieczny student z 2002 roku, a później jej kontynuacji pt. Van Wilder 2: The Rise of Taj, gdzie wcielił się w role Taja Mahal Badalandabada. Oprócz tego gościnnie występował w takich serialach jak Buffy: Postrach wampirów, Sabrina, nastoletnia czarownica, Ostry dyżur, Anioł ciemności, Tajne akta CIA czy Nowojorscy gliniarze. Razem ze swoim kuzynem z Indii zagrał w komedii pt. Where’s the Party Yaar w 2003 roku. W tym samym roku wystąpił również w filmach takich jak Raperzy z Malibu oraz Miłość jest za darmo. 
W 2006 kariera aktora zaczęła szybko się rozwijać. Zagrał w filmie Człowiek z miasta razem z Benem Affleckiem oraz w adaptacji powieści Jhumpa Lahiri pt. Imiennik. W tym samym czasie wystąpił również w Superman: Powrót. Po długim namyśle przyjął w roku 2007 rolę terrorysty Ahmeda Amara w szóstym sezonie serialu 24 godziny.
Najbardziej znany był z roli doktora Lawrence’a Kutnera w bardzo popularnym serialu stacji FOX pt. Dr House (odszedł z serialu w 2009), a także z roli Kumara w filmie pt. O dwóch takich, co poszli w miasto oraz w jego dwóch kontynuacjach: Harold i Kumar uciekają z Guantanamo oraz Harold i Kumar: Spalone święta.
Od 2009 r. w Białym Domu jako doradca prezydenta Baracka Obamy. Po dwóch latach zrezygnował z polityki i powrócił do aktorstwa.
W 2015 wystąpił jako ekscentryczny fotograf Peter Hemmings w horrorze The Girl in the Photographs, produkowanym przez Wesa Cravena. Grał sekretarza prasowego Białego Domu w serialu Designated Survivor.
W 2021 wydał autobiograficzną książkę You Can't Be Serious, która zawiera jego wspomnienia o życiu i karierze. 

## Życie prywatne
W październiku 2021 roku dokonał coming outu jako gej i wyznał, że jest zaręczony ze swoim partnerem Joshem, z którym znajduje się w związku od jedenastu lat.

## Filmografia
- Designated Survivor (2016) jako Seth Wright
- The Girl in the Photographs (2015) jako Peter Hemmings
- Harold i Kumar: Spalone święta (A Very Harold & Kumar 3D Christmas) (2011) jako Kumar
- Jak poznałem waszą matkę (How I Met Your Mother) (2011) jako Kevin
- Teoria Wielkiego Podrywu (2007–2019) jako dr Kevin Campbell
- Harold & Kumar Escape from Guantanamo Bay (2008) jako Kumar
- Under New Management (2008) jako Wheeler
- Wielkie kino (Epic Movie)  (2007) jako Edward
- Superman: Powrót (Superman Returns) (2006) jako Stanford
- Imiennik (Namesake, The) (2006) jako Gogol Ganguli
- Człowiek z miasta (Man About Town) (2006) jako Alan Fineberg
- Wieczny student 2 (Van Wilder 2: The Rise of Taj) (2006) jako Taj
- Noc kawalerów (Bachelor Party Vegas) (2006) jako Z-Bob
- Zupełnie jak miłość (Lot Like Love, A) (2005) jako Jeeter
- Dziedzic Maski (Son of the Mask) (2005) jako Jorge
- Dancing in Twilight (2005) jako Sam
- Sueño - marzenia (Sueño) (2005) jako Raj
- Bezpieczeństwo narodowe (Homeland Security (I)) (2004) jako Harrison
- Dr House (House M.D.) (2004) jako Dr Lawrence Kutner (od 4 sezonu do 20 odcinka 5 sezonu)
- O dwóch takich, co poszli w miasto (Harold and Kumar Go to White Castle) (2005) jako Kumar
- Kontrakt przedmałżeński (Ball & Chain) (2004) jako Bobby
- Where’s the Party Yaar? (2003) jako Mo (Mohan Bakshi)
- Cosmopolitan (2003) jako narzeczony Vandany
- Miłość jest za darmo (Love Don’t Cost a Thing) (2003) jako Kenneth
- Raperzy z Malibu (Malibu's Most Wanted) (2003) jako Hadji
- Wieczny student (Van Wilder) (2002) jako Taj
- Tajne akcje CIA (Agency, The) (2001–2003) jako Malek (gościnnie)
- American Desi (2001) jako Ajay Pandya
- Anioł ciemności (Angel) (1999–2004) jako Fez Boy (gościnnie)
- Freshmen (1999) jako Ajay
- Buffy: Postrach wampirów (Buffy the Vampire Slayer) (1997–2003) jako Hunt (gościnnie)
- Sabrina, nastoletnia czarownica (Sabrina, the Teenage Witch) (1996–2003) jako Prajeeb (gościnnie)
- Ostry dyżur (ER) (1994) jako Narajan (gościnnie)
- Nowojorscy gliniarze (NYPD Blue) (1993–2005) jako Solomon Al-Ramai (gościnnie)

## Producent
- Under New Management (2008)
- Wieczny student 2 (Van Wilder 2: The Rise of Taj) (2006)